# Кратип (историчар)
Кратип (стгрч. Κρατιππος Κρατιππος; фл. око 375. п. н. е.) је био грчки историчар из 4. века п. н. е.. 
Постоје само неколико извора о њему у античкој литератури, а његов значај произилази из тога што га је неколико научника идентификовало са аутором историјског фрагмента који су открили Гренфел и Хант. Сам фрагмент је објављен у Окирхинцхус Папири, вол. 5, и познат је као Хеленика Окирхинкхиа. Може се сматрати прилично сигурним закључком из одломка из Плутарха (Де Глориа Атхениенсиум, стр. 345. Бернардакис, 2. стр. 455) да је он био атински писац, средњег датума између Тукидида и Ксенофонта, и да је његово дело наставило нарацију о Тукидиду, од тачке на којој се овај други историчар зауставио (410. п. н. е.) до битке код Книда.
Недавно издање сачуваних фрагмената папируса је В. Бартолетти, Хеленика Окирхинкхиа (Лајпциг, 1959), које укључује библиографију.